# نهر ألبرت
نهر ألبرت (كوينزلاند) Albert River

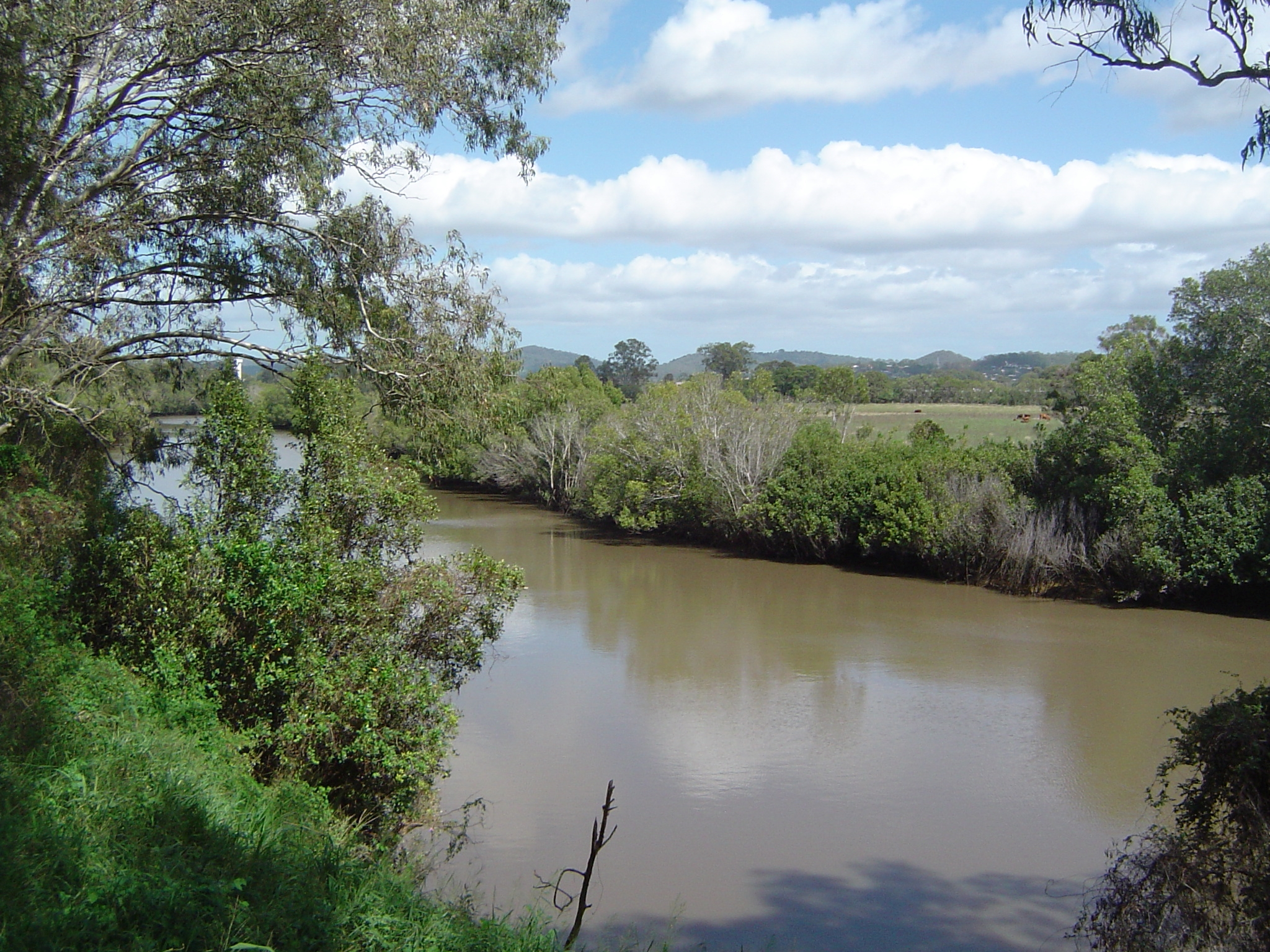
نهر ألبرت، كوينزلاند، أستراليا

نهر ألبرت هو نهر في جنوب شرق ولاية كوينزلاند،أستراليا، تقع مستجمعات المياه داخل منطقة الساحل الذهبي ( Gold Coast) و(shires Beaudesert) وتغطي مساحة من 782 كيلومتر مربع، نهر ألبرت يقدم مياه الشرب لمدينة بوديزرت.هذا النهر له رافدين رئيسيين اثنين.